# 여론재판
여론재판은 특정인이나 특정 사건에 대해 대중이 심판하는 일을 말한다. 법정 재판에 대한 불신에 기인하는 면이 있다. 인터넷의 발달로 여론재판의 부작용이 부각되고 있다. 정치인이나 연예인과 같은 유명인은 물론 일반인들도 그 피해의 대상이 될 수 있어 우려의 목소리가 있다. 일반인은 물론 검찰이나 언론에 의해 주도되기도 한다.
여론재판의 긍정적 측면은 살리고 부정적 측면은 배제하기 위해 국민참여재판제도와 재판 동영상 공개가 이용될 수 있다.

## 사례
- '재일교포 유학생 간첩단 사건'의 피해자 강종헌의 경우[18]
- MBC가 법원의 '해고ㆍ정직 무효' 판결에 대해 자사 매체에 판결을 반박하는 광고 게재한 경우[19]